# Химмельхебер, Макс
Макс Химмельхебер (нем. Max Himmelheber; 1904—2000) — немецкий изобретатель и предприниматель.

## Биография
Родился  24 апреля 1904 года в Карлсруэ в семье столяра. Ещё в детстве на мебельной фабрике своего отца обратил внимание, что только 40% древесины используется при производстве мебели, всё остальное уходит в отходы. Это в дальнейшем привело его к размышлениям о необходимости переработки отходов деревообработки.
Изучал электротехнику, став инженером-механиком. Изобрёл древесно-стружечную плиту в 1932 году. Первый её коммерческий образец был изготовлен на фабрике в Бремене в 1941 году с использованием фенольных связующих веществ и еловой крошки. Патент на современную древесно-стружечную плиту получил 27 января 1951 года; лицензии на это изобретение были приобретены более чем 80 изготовителями. Благодаря изобретению Химмельхебера удалось снизить до 10% (по данным на 2003 год) объём лесосечных отходов, что радикально изменило ситуацию по сравнению со временем его детства.
Макс Химмельхебер принимал участие во Второй мировой войне — служил летчиком в истребительной эскадре Jagdgeschwader 2 немецких Люфтваффе. Во время Битвы за Британию был лейтенантом. Свою воздушную победу одержал 30 августа 1940 года, сбив самолет «Харрикейн» британских ВВС возле города Goudhurst графства Кент. Сам был сбит 6 сентября 1940 года над городом Staplehurst того же графства. Попал в плен, лечился в госпитале города Вулидж. В Германию вернулся в результате обмена военнопленными в 1943 году.
Умер 17 декабря 2000 года в городе Байрсброн земли Баден-Вюртемберг.
Макс Химмельхебер был основателем и соредактором (вместе с Фридрихом Георгом Юнгером) журнала Scheidewege, издающегося с 1971 года. Его именем названа одна из улиц Байрсброна — Max-Himmelheber-Straße.